# コルシカ民族解放戦線
コルシカ民族解放戦線 （こるしかみんぞくかいほうせんせん、コルシカ語: Fronte di Liberazione Naziunale Corsu, フランス語: Front de libération nationale corse, 略称: FLNC）は、 2024年現在フランスの領土の一部たるコルシカ島の分離独立を主張する集団である。コルシカ島を主な活動地域とし、フランス本土での活動は低調である。  
FLNCの典型的な過激な破壊活動としては、公共施設、銀行、観光施設、軍事施設、あるいはその他フランス本土を象徴するものに対する爆弾を用いた襲撃が挙げられるが、その他にも民間人に対する暴行、銀行強盗、いわゆる「革命税」の民間企業に対する強要などを引き起こした。襲撃は通常、建物や島のインフラに対して行われるが、1998年にフランス本土出身で、当時コルシカ島の知事であったクロード・エリニャックを暗殺するなど、特定の個人をも標的にすることもある。フランス本土においての活動はそのほとんどがニース、マルセイユ、アビニョンまたはその周辺地域で行われている。    

2014年には武力闘争の中止を発表し、2016年にその方針が再確認された。それにもかかわらず、FLNCから分離した小規模な分派が依然として活動を続けている。

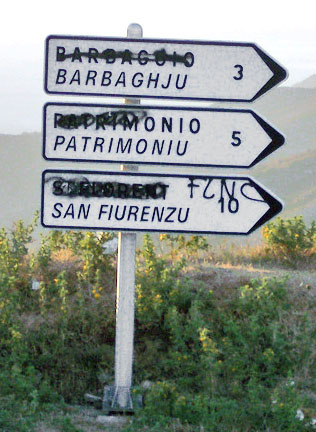
FLNCによる落書き。フランス語表記が塗り潰されている。バスチャ近郊。

## 設立とその目的
FLNCは、コルシカの2大武装組織であったGhjustizia PaolinaとFronte Paesanu Corsu di Liberazioneが合併したことで設立された。 この組織は、コルシカ議会に議席を持ち、また地元住民の支持を得た政党A Cuncolta Independentistaの支流である。 
FLNCの最初の破壊活動は1976年5月4日の夜に行われたもので、21個の爆弾をコルシカ島内のアジャクシオ、バスティア、サルテーヌ、 ポルトヴェッキオなどで爆発させた。この時の標的の大部分は公共施設と不動産業者の事務所であった。翌5日に、FLNCは前夜の破壊活動に際して犯行声明をフランス語とコルシカ語で発表し、その存在を正式に明らかにした。 
マニフェストには次に掲げる6つの要求が主張されていた。 
- コルシカ民族の権利を認識すること。
- 「フランス植民地主義」の粉砕 （コルシカ島をフランスの「植民地」と捉え、島内に駐留するフランス軍と「植民者」（島内に居住するフランス本土出身者）の本土帰還を主張した）。
- コルシカ人の意志と要求現反映した人気民衆に依る民義政府の設立。
- 「植民地」の地所の没収。
- 農民、労働者、知識人の願いを実現し、あらゆる形態の搾取をなくすための農業改革。
- コルシカ人の自決権。